# Форете (Верона)
Форете је насеље у Италији у округу Верона, региону Венето.
Према процени из 2011. у насељу је живело 1065 становника. Насеље се налази на надморској висини од 40 м.